# Abbaye de Boyle
L'abbaye de Boyle (en irlandais : Mainistir na Búille) située à Boyle dans le comté de Roscommon en république d'Irlande, est une ancienne abbaye cistercienne. 
Elle est un peu en dehors de la ville, non loin de la rivière du même nom et de la N4, route reliant Dublin à Sligo. 

## Histoire
L'abbaye de Boyle est une fille de Mellifont, la 1re implantation cistercienne en Irlande due à Malachie O'Mongoir, archevêque d'Armagh et grand ami de Bernard de Clairvaux.
L'abbaye s'est transférée définitivement à Boyle en 1161, après trois autres établissements non concluants, d'abord à Grellechdinach  en 1148, puis à Dwinconald en 1156 et à Bunfinne en 1159.
L'abbaye de Boyle obéit au plan architectural cistercien et sa construction s'est étalée sur une soixantaine d'années. 
Elle a subi de nombreuses agressions ; ruinée à la fin du XVIe siècle, son dernier abbé est martyrisé en 1584. Elle est attaquée par les forces anglaises d'abord en 1202, puis en 1235, commandées alors par William de Burgo de Mortaigne. Même après sa dissolution, elle n'est pas épargnée par les épreuves, puisqu'elle est assiégée en 1595 et 1603 par Hugh O'Neill, puis par Oliver Cromwell en 1645.
Sous le règne d'Élisabeth Ire d'Angleterre et jusqu'au XVIIIe siècle, l'armée s'est installée dans ses murs. 
L'abbaye de Boyle est classée monument national et ses vestiges sont impressionnants, dominés par la tour construite au XIIIe siècle à la croisée du transept.

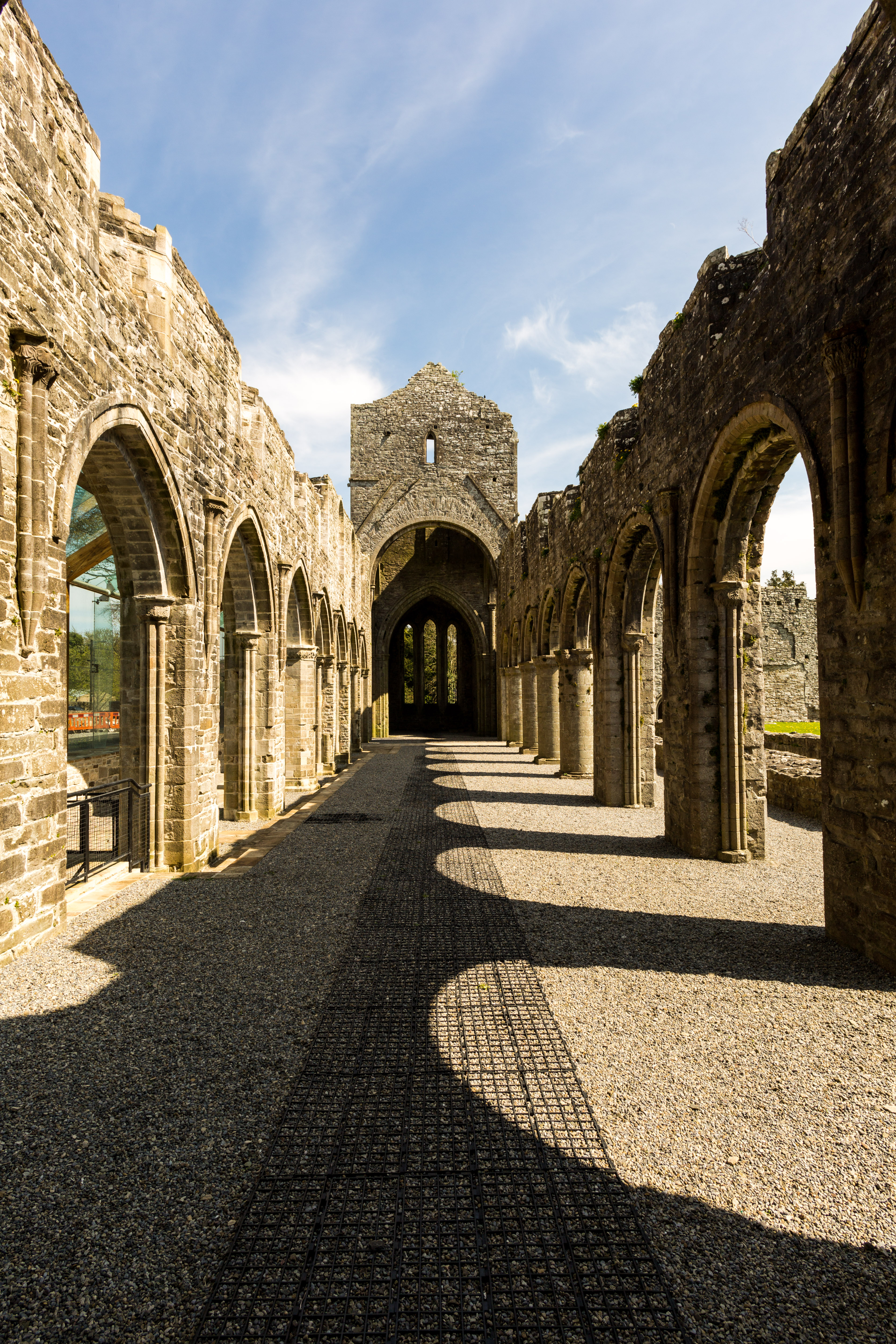
La nef vers le chœur.

## Église abbatiale
L'église a été consacrée en 1218. Sa majeure partie (le chevet, le transept et les cinq premières travées de la nef) est de la fin du XIIe siècle et de style roman, tandis que le reste a été construit au XIIIe siècle, fortement influencé par l'art gothique naissant.
La nef, d'une longueur de 55 m, est composée de huit travées, bordée de robustes colonnes cylindriques aux chapiteaux octogones dentelés, proches de ceux de l'abbaye de Fountains et, de chaque côté, d'un collatéral. Elle se termine  par un chœur à chevet plat, voûté en berceau plein cintre et percé de trois hautes fenêtres à lancette qui ont remplacé, au XIIIe siècle, les trois petites fenêtres d'origine.
Le transept accueille deux chapelles latérales dans chacun de ses croisillons. À sa croisée, une tour a été construite, comme dans de nombreuses autres abbayes cisterciennes britanniques, malgré l'interdiction édictée par le chapitre général cistercien. L'arcade ouvrant sur le chœur est en ogive et plus basse que les 3 autres, elles en plein cintre.
Les chapiteaux sont richement sculptés de feuillages, d'animaux et de motifs non figuratifs, une décoration développée par des sculpteurs locaux et typique de l'ouest de l'Irlande, proche de celle des églises bénédictines mais non conforme au dépouillement de l'art cistercien.

## Sources
- L'art cistercien hors de France, du Père M.-Anselme Dimier, traduction anglaise de Paul Veyriras et Marie-Thérèse Blanchon, traduction allemande de Hilaire de Vos, photographies de Zodiaque, La Pierre-qui-Vire, 1971, p. 41
- Kunstdenkmäler in Irland, de Wolfgang Metternich, Darmstadt : Wissenschaftliche Buchgesellschaft, 2003, p. 88-89  (ISBN 978-3-534-14909-4)

## Galerie

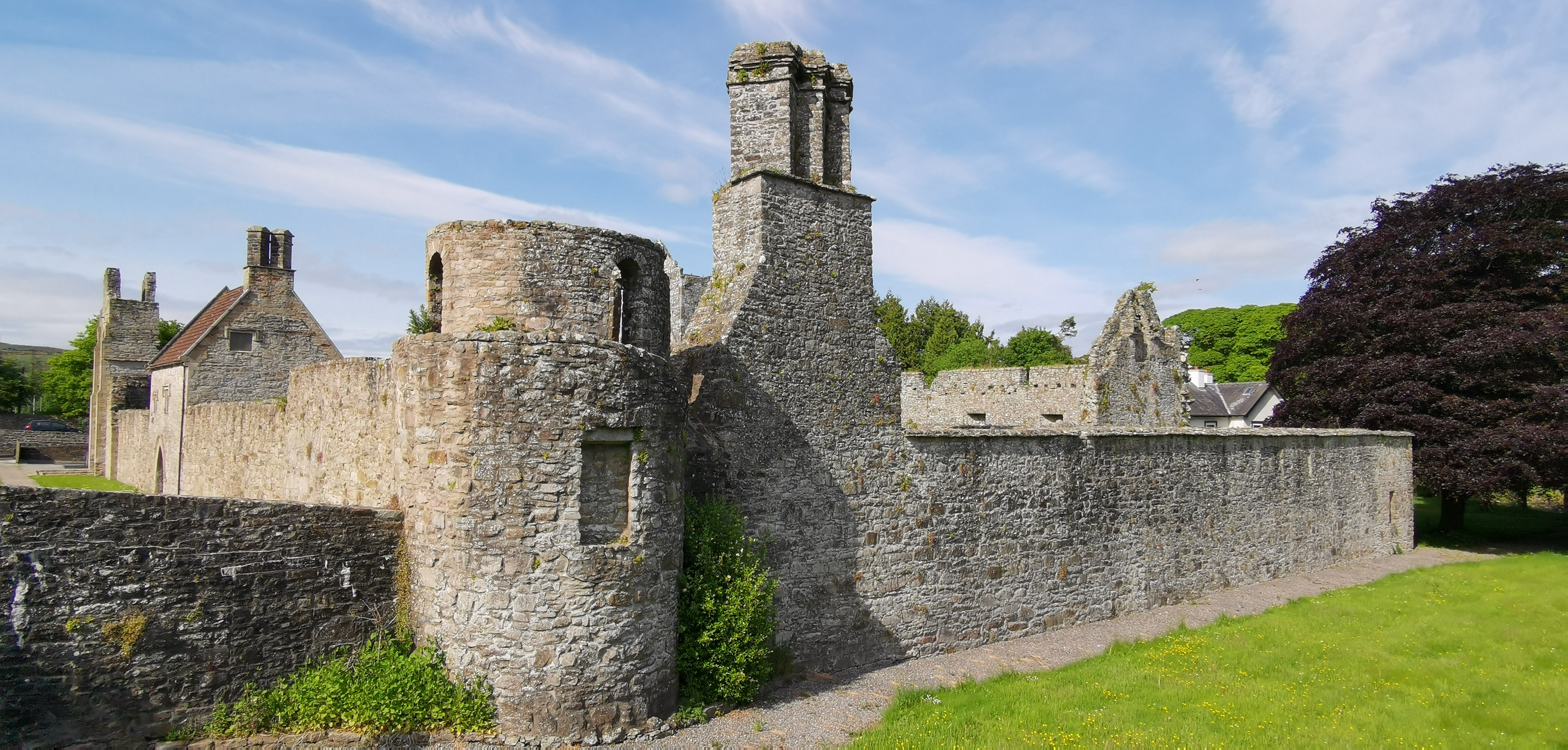
Vue d'ensemble du sud.
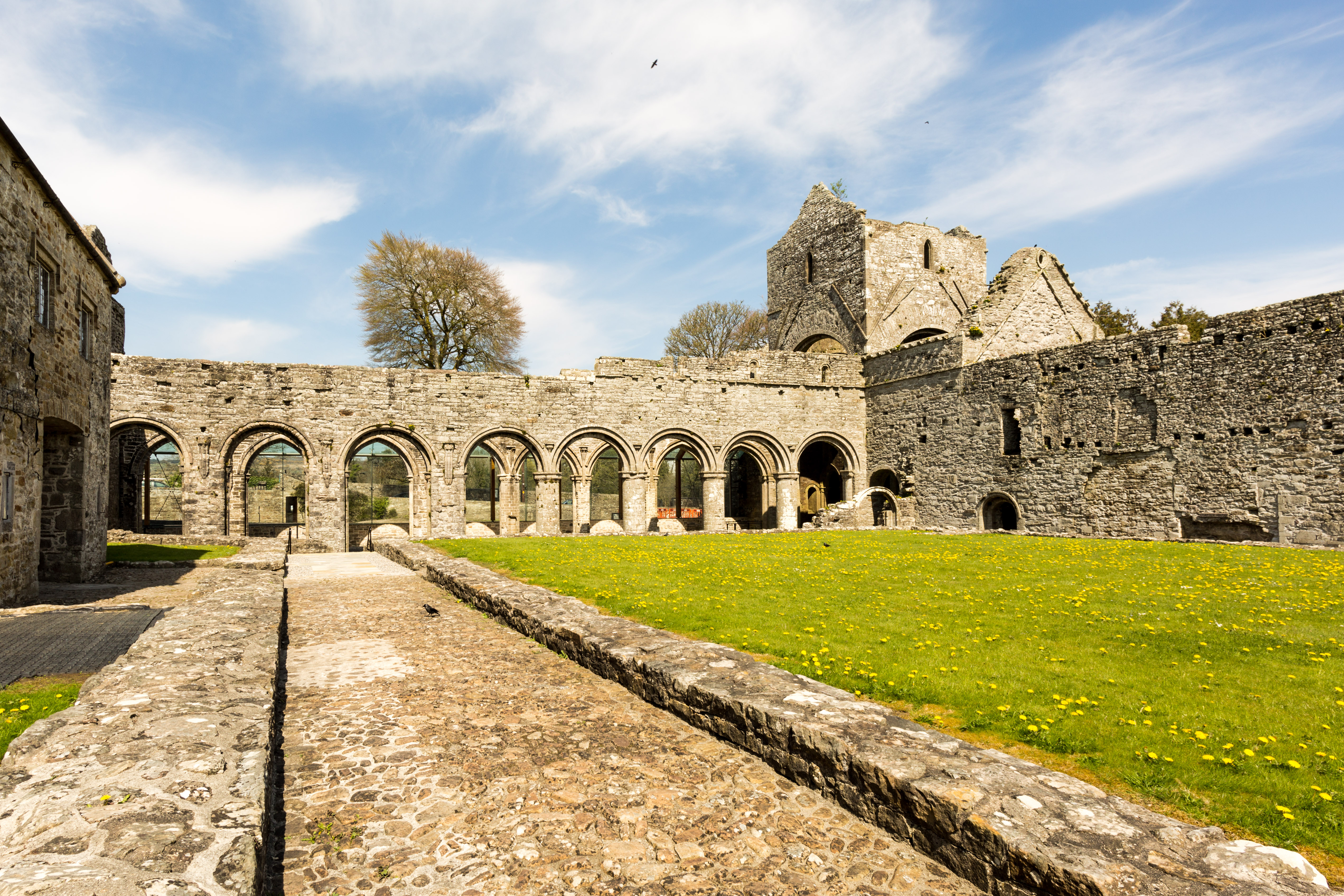
Aperçu du cloître.
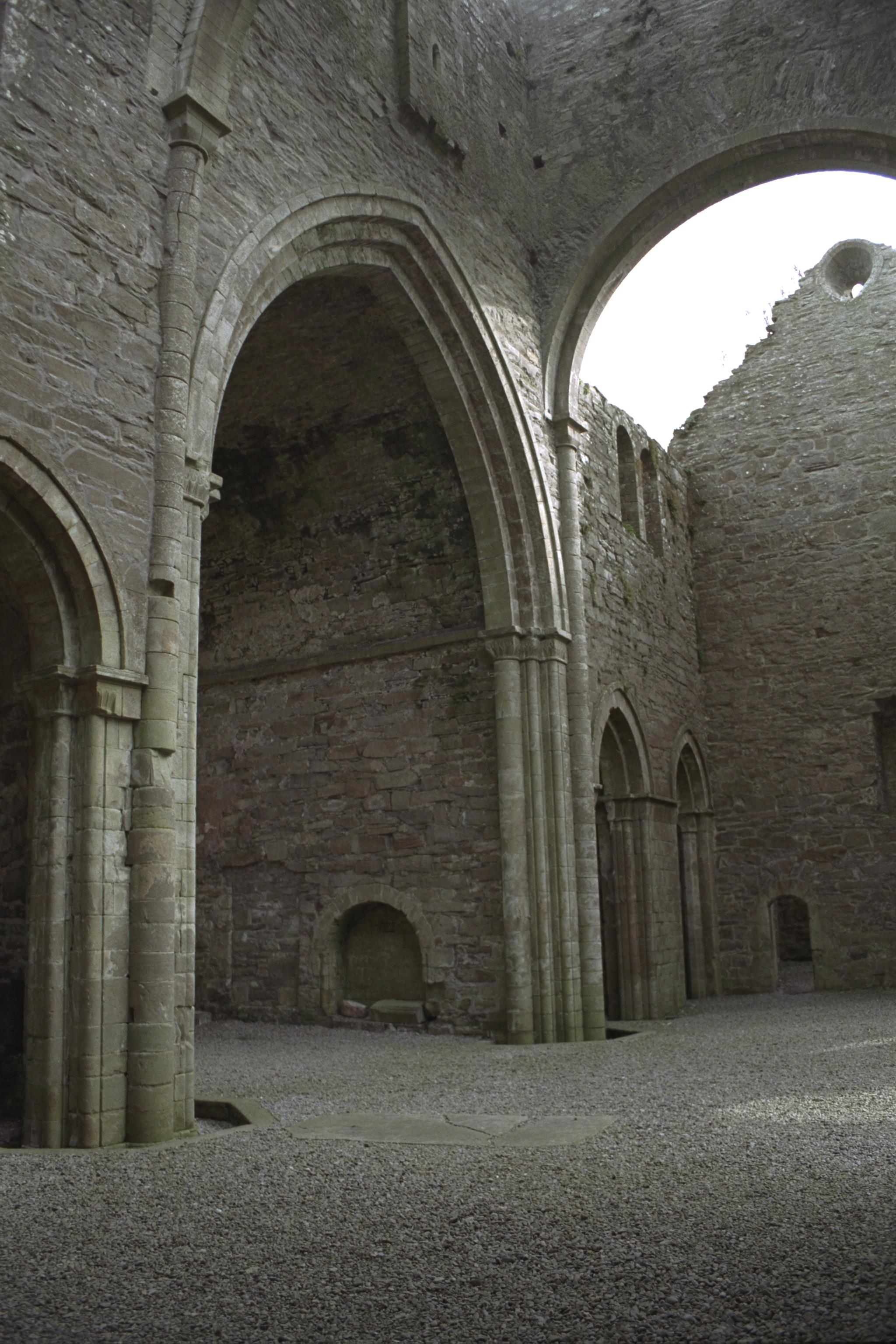
Le transept et le croisillon oriental.
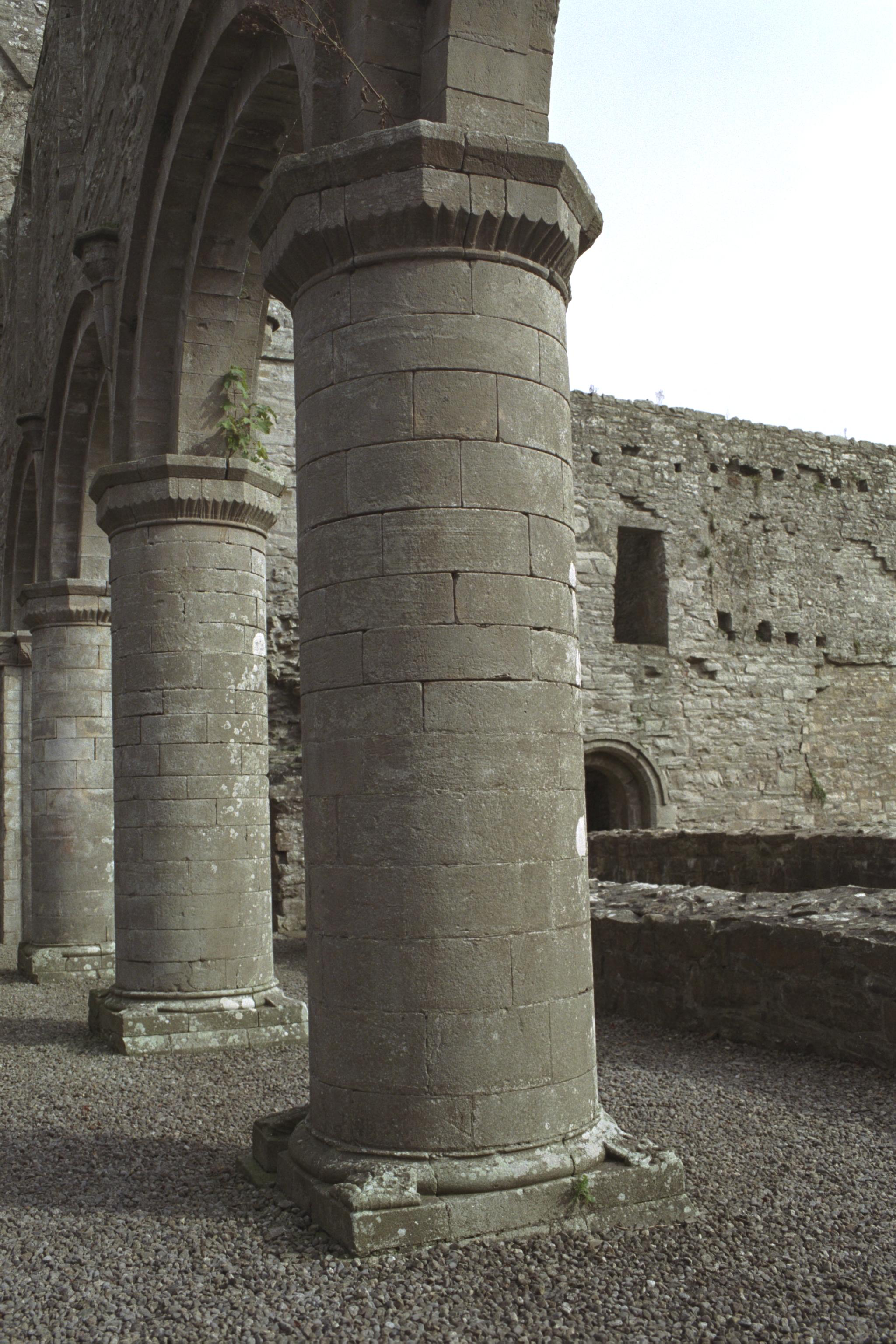
Colonnes de la nef.
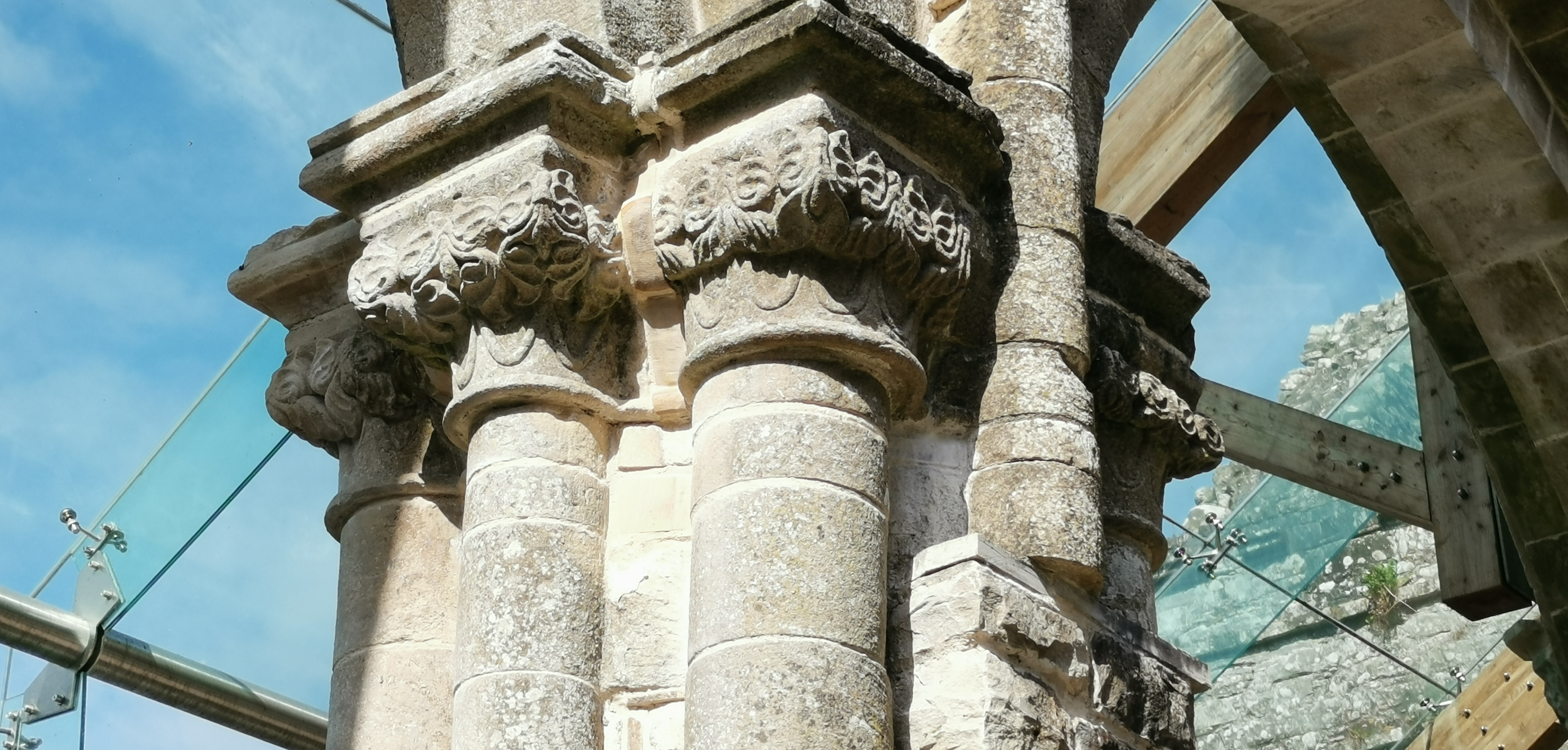
chapiteaux.